# トーマス・ケラー
トーマス・ケーラー（Thomas Köhler　1940年6月25日 - ）は1960年代に競技に参加した東ドイツのリュージュ選手である。
彼は冬季オリンピックで合計3個のメダルを獲得した。1964年インスブルックオリンピックでは一人乗りで金メダル、1968年グルノーブルオリンピックでは二人乗りで金メダル、一人乗りで銀メダルをそれぞれ獲得した。
リュージュ世界選手権では一人乗り、二人乗りでそれぞれ2回ずつ優勝を果たしている。
現役引退後、1969年から1976年まで東ドイツリュージュナショナルチームのヘッドコーチを務め、またドイツ体操・スポーツ協会の冬季スポーツ部門責任者を務め、1981年には競技スポーツ部門の副会長となった。
また1990年まで東ドイツオリンピック委員会のメンバーであった。
1990年以降はベルリンの貿易会社のマーケティンブディレクターとして働いた。
1964年に愛国功労勲章銀章、1984年には同金章を授与された。また1985年11月には東ドイツNOC金章を受賞した。
2010年、ケーラーは自伝を発表し、東ドイツスポーツ行政の要職にあった者として東ドイツで未成年者に対して組織的・計画的にドーピングを行っていた実態を明らかにした。
これに対し元東ドイツの一部の選手たちは過去を蒸し返すものとして批判したが、ドイツオリンピックスポーツ連盟のトーマス·バッハ会長はドーピング問題の暗部を明らかにするものとして歓迎された。

## 書籍
- Zwei Seiten der Medaille. Thomas Köhler erinnert sich. Neues Leben, Berlin 2010, ISBN 978-3-355-01779-4